# San Juan Yuta
San Juan Yuta es una comunidad situado a 80 km de la ciudad de Oaxaca y a 40 km de la ciudad Nochixtlán, en el municipio de San Juan Tamazola. San Juan Yuta está a 1557 metros de altitud. 

## Geografía

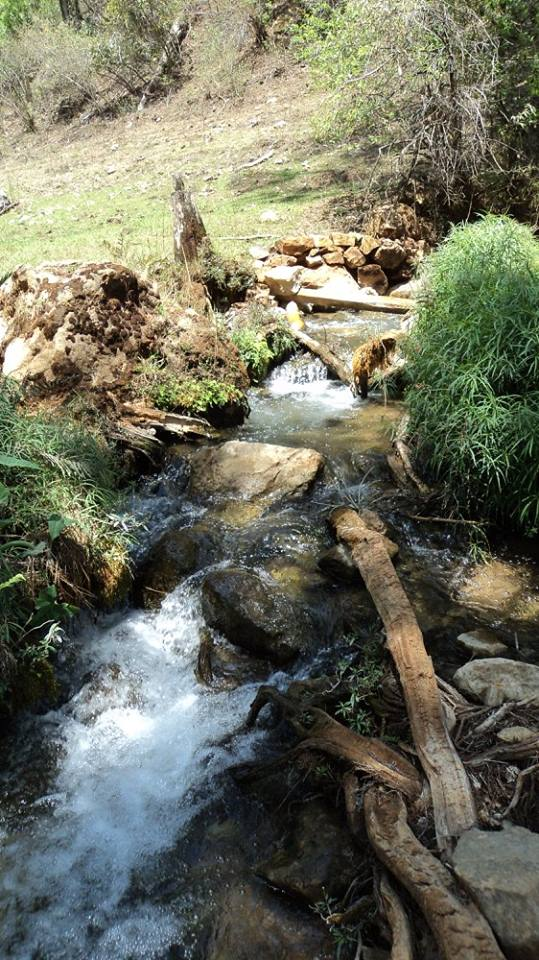
Yute nikene en San Juan Yuta

Está ubicada a 17° 01' 18" latitud norte y 97° 10' 16" longitud oeste. Colinda con las siguientes comunidades: San Antonio Huitepec al sur, Santa Catarina Estetla al este, Monte Frío y Llano de la Canoa al norte y San Miguel Piedras al oeste. 

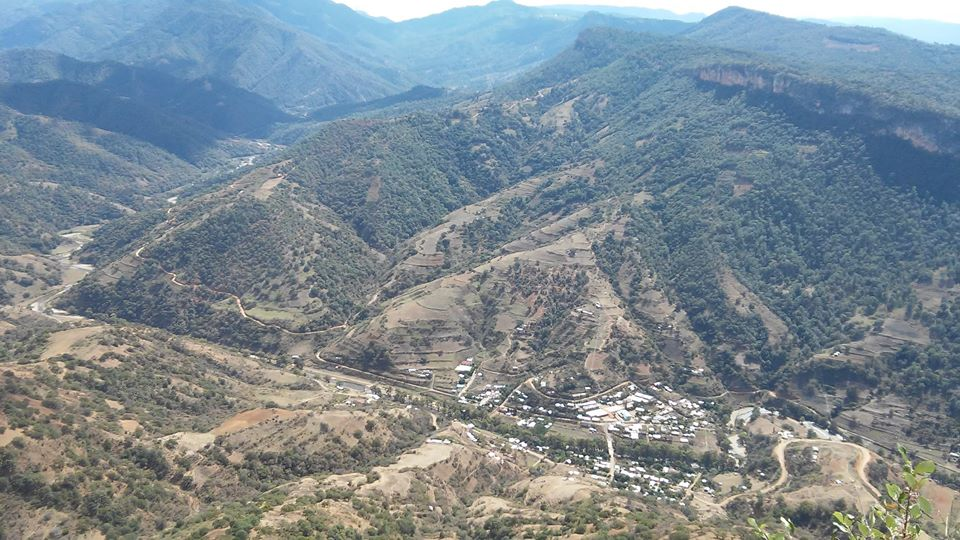
Desde "arriba la peña" en San Juan Yuta

## Orografía e hidrografía
La comunidad se encuentra ubicada en un cañón formado por un brazo del Río Verde, aunque hay una gran cantidad de arroyos y ojos de agua. La totalidad de los terrenos está formada por cerros y montañas. 

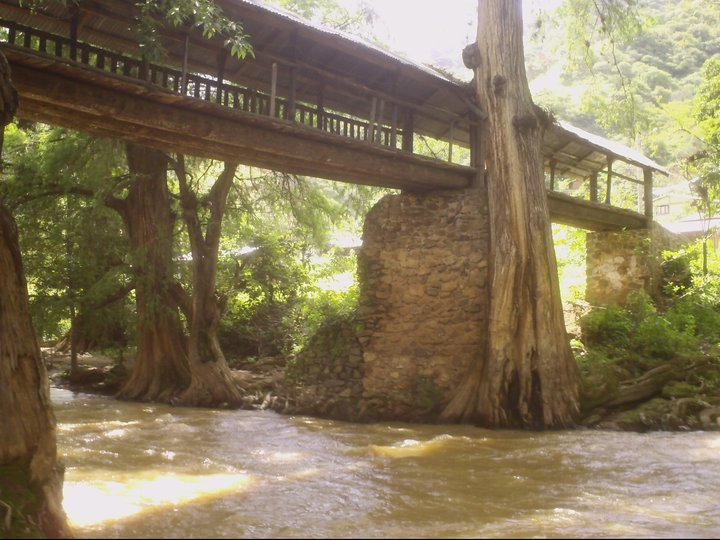
Puente antiguo, San Juan Yuta

## Población
Según el censo de población de INEGI del 2010: la comunidad cuenta con una población total de 432 habitantes, de los cuales 218 son mujeres y 214 son hombres. Del total de la población 160 personas hablan el mixteco, divididos en 75 hombres y 85 mujeres.

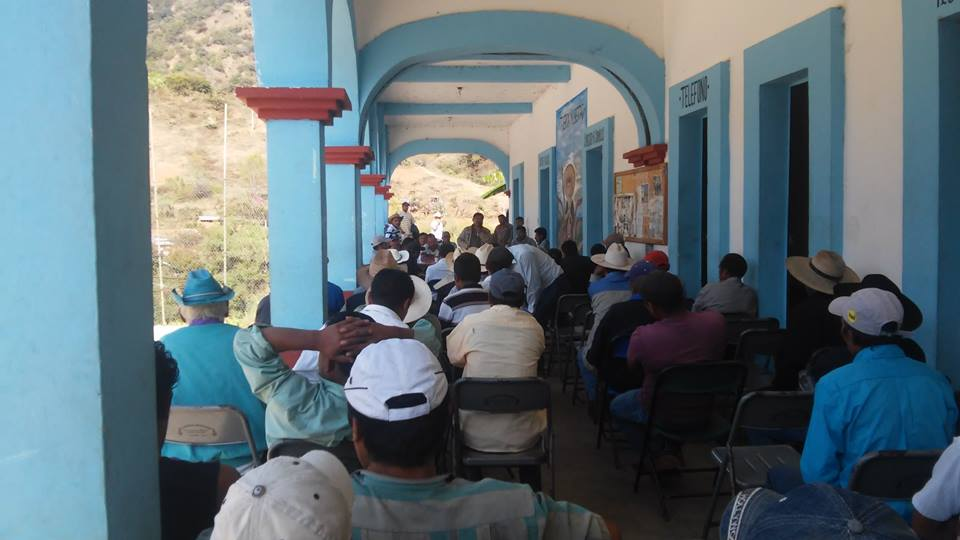
Asamblea comunitaria en San Juan Yuta

## Ocupación
La principal actividad de la población es la agricultura. El total de la población económicamente activa es de 122 habitantes, de los cuales 102 son hombres y 20 son mujeres.

## Fiesta patronal
El santo patrono de la comunidad es San Juan Bautista. La fiesta patronal se celebra el día 28 de noviembre de cada año.

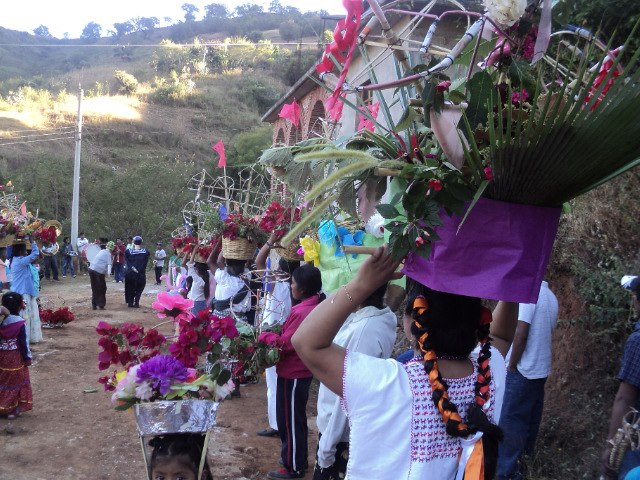
Las madrinas, fiesta patronal en San Juan Yuta